# Peter von Hagenbach
Peter von Hagenbach (cc. 1420 – Breisach, 1474. május 9.) elzászi-burgundi családból származó lovag, Károly burgundi herceg felső-rajnai helytartója volt, akit kegyetlenkedései miatt kivégeztek. Számos jogtudós álláspontja szerint a Hagenbach ellen indított eljárás az első háborús bűnök miatt kezdeményezett nemzetközi bírósági procedúrának tekinthető.

## Ifjúsága
Peter von Hagenbach 1420 körül született. Apja, Anton von Hagenbach alacsony rangú nemes volt Dél-Elzászban. A család a Mulhouse-hoz közeli Hagenbachból származott, ahol kastélyuk is állt. Anton von Hagenbach Thann polgára lett, és a Habsburgok szolgálatába állt. 1482-ben Thann polgármestere lett, 1440-től pedig Ensisheimben képviselte a hatalmat. Peter von Hagenbach anyja, Jean de Montjustin egy francia nemes özvegye volt. Férjétől örökölt egy várat Belmont-ban, Peter von Hagenbach ott nőtt fel. Apjától németül, anyjától franciául tanult meg.
Nagy valószínűséggel egy francia kolostorban tanult, majd a katonai pályát és a burgundi hercegi udvar szolgálatát választotta. A feljegyzések szerint már 1443-ban részt vett egy katonai vállalkozásban Luxembourgban, amelyet Merész Károly apja, III. Fülöp burgundi herceg indított. Ugyanebben az évben a burgundiai Szent György-rend lovagja lett és feleségül vette Marguerite d’Accolans francia nemesasszonyt, aki Franche-Comtéból származott. 1448-ban Hagenbach elrabolt Bázelből egy bankárt, Marquard Baldecket, akivel együtt vacsorázott előző nap, majd váltságdíjat követelt családjától. A pénzszerzési akció meghiúsult, amikor Hagenbach kénytelen volt szabadon engedni Baldecket Jó Fülöp parancsára.

## A hercegi udvarban
Hagenbach neve (Archembault vagy Aquenbacq formában) az 1450-es évek elején keletkezett udvari dokumentumokban jelenik meg legközelebb. A hercegi udvarban töltött éveknek köszönhetően Hagenbach karrierje gyorsan ívelt felfelé. A Károly és apja közötti vitákban a leendő herceg pártját fogta. 1462 nyarán leleplezte Jean Coustain állítólagos merénylettervét Károly ellen. A történészek szerint a merénylettervet Hagenbach találta ki Károly érdekében, hogy így szabaduljanak meg Coustain-től és hiteltelenítsék pártfogóit. Fennmaradt egy levél ebből az időszakból, amelyben Károly nagyon jó barátjának nevezi Hagenbachot, és biztosítja örök barátságáról.
Hagenbach részt vett Károly oldalán a neversi gróf birtokai ellen indított 1465 júniusi háborúban, majd a két burgundiai lázadó város, Dinant és Liège leverésében. A harcokban bátor, rátermett parancsnoknak bizonyult, de Károly számíthatott rá a csatamezőkön kívül isː Hagenbach rendszeresen teljesített diplomáciai küldetéseket, elsősorban német területeken.

## Helytartóként

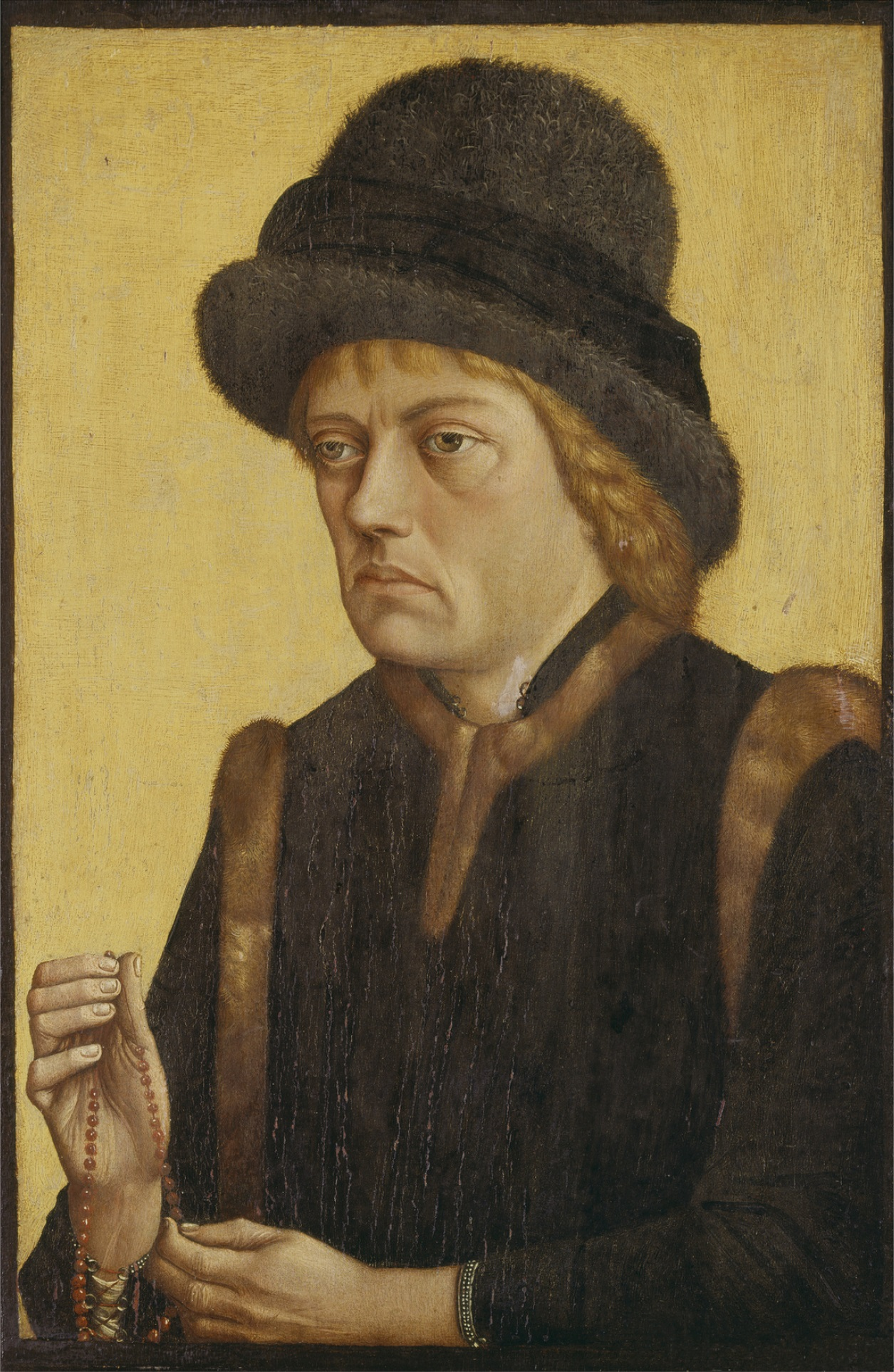
Zsigmond osztrák főherceg

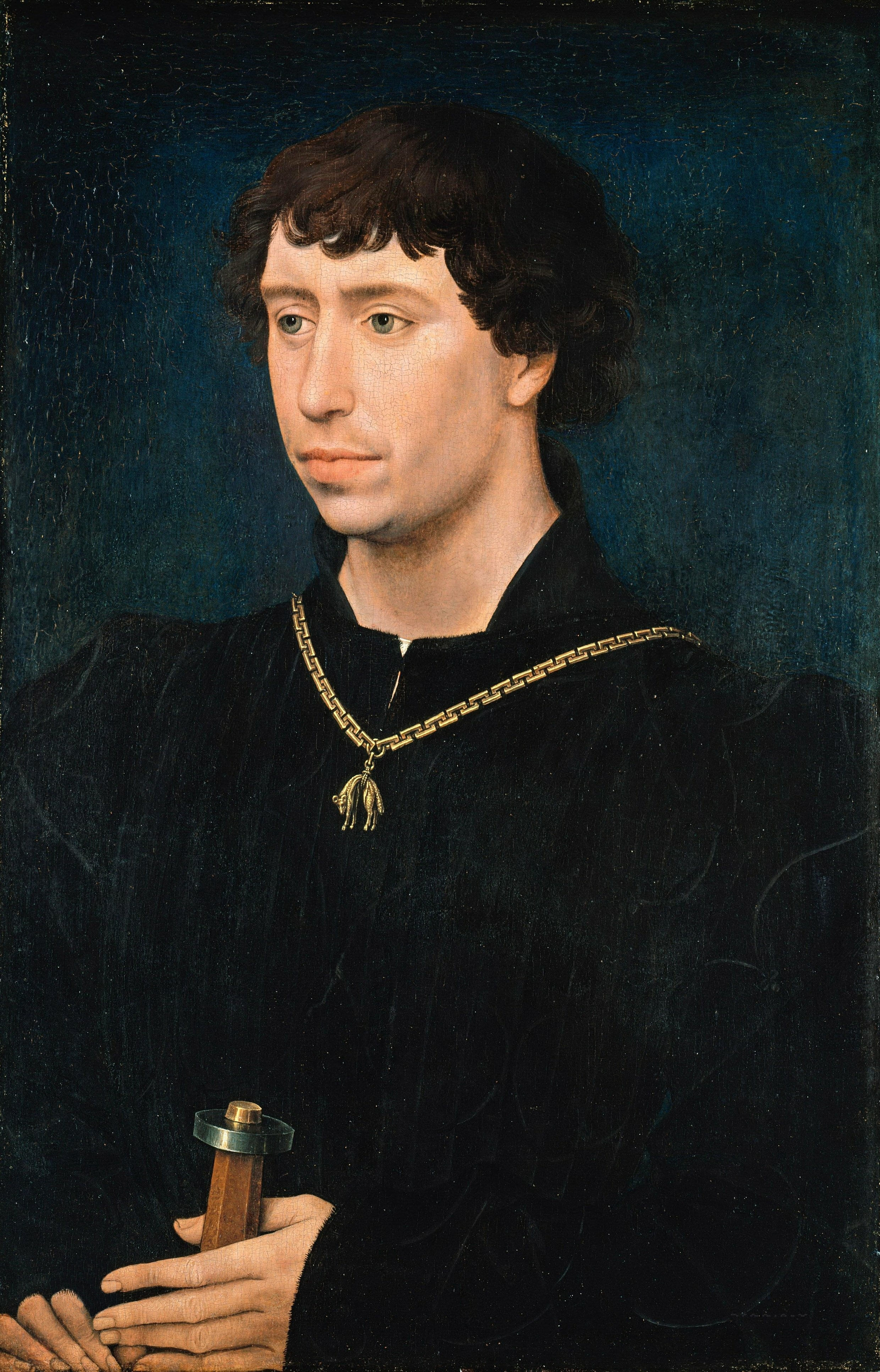
Merész Károly Rogier van der Weyden festményén

1469-ben Zsigmond osztrák főherceg a Saint-omeri szerződéssel elzálogosította felső-rajnai birtokát Károlynak, aki a nyáron Peter von Hagenbachot nevezte ki új szerzeménye helytartójának. Hagenbach tevékenységét a korabeli források vadállati kegyetlenségek sorozatának festik le. Számos történet maradt fenn arról, hogy Hagenbach mindenféle bírósági tárgyalás nélkül embereket öletett meg. Így járt például a thanni kormányzat négy küldöttje, akiket azért menesztett városuk Hagenbachoz, hogy az adóterhek mérséklését kérjék. A követek lenyakaztatása később a helytartó perében is fontos szerepet kapott.
Hagenbach hatalmas adókat vetett ki és lábbal tiporta Felső-Rajna tartomány jogrendszerét. Katonáit polgárházakba szállásoltatta el, megvonta a nemesek vadászati jogát, a földművesekkel kényszermunkát végeztetett. A krónikaírók szerint a nők, köztük az apácák megerőszakolása mindennapos volt. Johannes Knebel bázeli káplán szerint maga a helytartó is legalább egy apácát megerőszakolt. Hagenbach számos, a herceg által uralt területhez nem tartozó várost támadott meg és fosztott ki. Hagenbach nem kímélte a svájci érdekeltségeket sem, és ezzel elidegenítette a burgundiaiak hagyományos szövetségeseit.
A későbbi források árnyaltabban ábrázolják Hagenbachot. Elismerik, hogy keménykezű, brutális ember volt, aki mindenkire rákényszerítette az akaratát. Erőfeszítései azonban a hercegség bővítésére és a tartomány modernizálására irányultakː szigorú adminisztrációt működtetett, várakat építtetett, megalapította az országutakra felügyelő rendőrséget, fejlesztette a kereskedelmet és megszervezte a bírósági rendszert.
Rámutatnak arra is, hogy Hagenbach első éveit nem jellemezték kegyetlenkedések, az azokról szóló feljegyzések csak évekkel később jelentek meg, gyakran szóbeszédek leirataként. A revizionista történészek szerint az első években Hagenbach igyekezett jó oldalát mutatni, ráadásul kevés időt töltött Elzászban, mert a herceg hadi vállalkozásaiban vett részt.
Idővel azonban a helytartó folyamatos sértései, arisztokrata gőgjéből fakadó megvetése a polgárok és városlakók iránt, erőszakkal végigvitt átalakítási elképzelései kimerítették és elkeserítették a polgárokat. Ezek megítélésén az sem változtathatott, hogy lényegében külföldi volt, francia környezetből érkezett a német gyökerű területre. A mentalitásbeli különbségek és érdekütközések 1473-74-re teljesen erodálták az új urak és a régi lakók kapcsolatát. Hozzájárult ehhez az is, hogy Hagenbach nem kapott megfelelő anyagi és emberi támogatást Károlytól, így az átalakított adminisztrációt kénytelen volt kevéssé rátermett emberekkel feltölteni.
Mindazonáltal az elvitathatatlan, hogy Hagenbach minden feladatát brutális erőszakkal akarta teljesíteni, a kemény kéz politikáján kívül nem ismert más megoldást. Sokatmondó az is, hogy a későbbi perben Hagenbach védője, aki az utolsó pillanatig mindent megtett védencéért, meg sem próbálta tagadni a kegyetlenkedésről, önkényeskedésről szóló vádakat. Arra nincs bizonyíték, hogy Hagenbach számolatlanul ölette volna az embereket, de az biztos, hogy civilek meggyilkoltatásával, a nők megerőszakoltatásával vagy annak eltűrésével terrorizálta a polgárokat. Ez egyébként a burgundi katonák, parancsnokok rutinszerű eljárása volt az elfoglalt területeken.

## Börtönben
Hagenbachnak sikerült elérnie, hogy Felső-Rajna lakosai engesztelhetetlenül meggyűlöljék. 1474 március-áprilisban XI. Lajos francia király bátorításával a Svájci Ószövetség, az osztrákok, valamint a szabad városok szövetséget kötöttek, hogy felszabadítsák a tartományt a burgundiaik uralma alól.

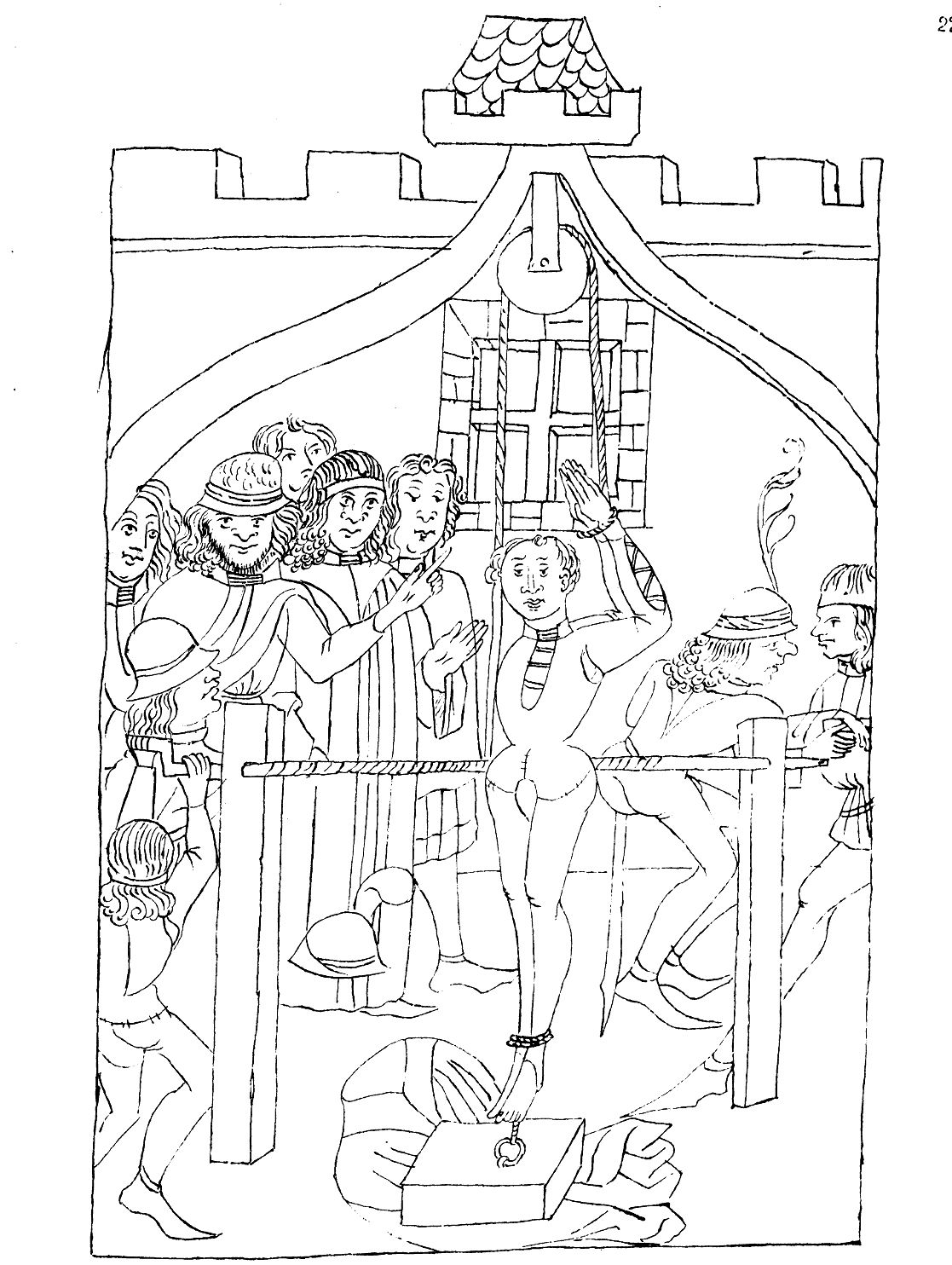
Hagenbach megkínzásának ábrázolása a Breisacher Reimchronikban

A szövetség anyagi alapjait Bázel, Colmar, Sélestat és Strasbourg állta. Zsigmond ki is nevezte saját helytartóját, a sundgaui nemest, Hermann von Eptingent. Hagenbach Károlyhoz fordult, és további csapatokat kért, de a herceg hadseregét más csatározások kötötték le. A helytartó főhadiszállása Thann volt, de félt ott maradni, mert úgy vélte, a polgárok már előző nyáron is összeesküvést szőttek ellene, ezért Breisachba költözött át, amelyet könnyebb volt védeni az ott állomásozó pikárdiai és német zsoldosokkal.
Mivel az a híresztelés kapott szárnyra, hogy Hagenbach a Rajnába akarja fojtatni a polgárokat, a szövetség sürgősen Breisach ellen vezényelte a csapatait. Végül nem a szövetség, hanem saját katonái buktatták meg a helytartót, mert Károly anyagi támogatásának hiányában nem tudta fizetni őket. A lázadás 1474. április 10-én, húsvét vasárnap kezdődött, a Hagenbach jogtiprásaitól szenvedő polgárok támogatásával. A helytartó házi őrizetbe került, a zsoldosok pedig elhagyták a várost. Hagenbachot három napig szállásán, a polgármester házában őrizték, majd átvitték a börtönbe, és megláncolták.
Zsigmond április végén érkezett meg a városba, és kínzóeszközöket hozatott Bázelből. Megkezdődött Hagenbach kihallgatása, amely nem csak helytartói tevékenységével foglalkozott, hanem Merész Károly területszerzési terveivel is, különös tekintettel a herceg és III. Frigyes német-római császár 1473 szeptemberi találkozójára.
Május 5-én Hagenbachot a Víztoronyba vitték át. A helytartó a kínzások miatt nem tudott saját lábán átmenni, ezért egy talicskán tolták át a járókelők szidalmazása közepette. Hagenbach hangosan kiabált, és gyilkosnak nevezte fogva tartóit. A helytartót súlyosan megkínozták, és elismerte bűnit, megnevezte bűntársait. Feltehetően bevallotta azt is, hogy meg akarta öletni Breisach polgárait.

## A per
A kor szokásai szerint azok, akik bevallották bűneiket, hamar a hóhér kezére jutottak. Hagenbach már a lázadást is alig élte túl, mert a polgárok meg akarták lincselni, csak Friedrich Kappelar közbenjárására elégedtek meg a letartóztatásával.
Zsigmond nyílt tárgyalást rendelt el, ami szokatlan volt ugyan, de nem előzmények nélküli a korban. Ami igazán különlegessé tette a pert, az a bíróság összeállítása volt. A főherceg úgy rendelkezett, hogy az ügyet nem helyi bíróság, hanem 28, a régió más szegleteiből összehívott bíró tárgyalja. Nyolc bírát Breisach, kettőt-kettőt Strasbourg, Sélestat, Colmar, Bázel, Thann, Kenzingen, Neuburg, Freiburg im Breisgau, Bern és Solothurn jelölt.

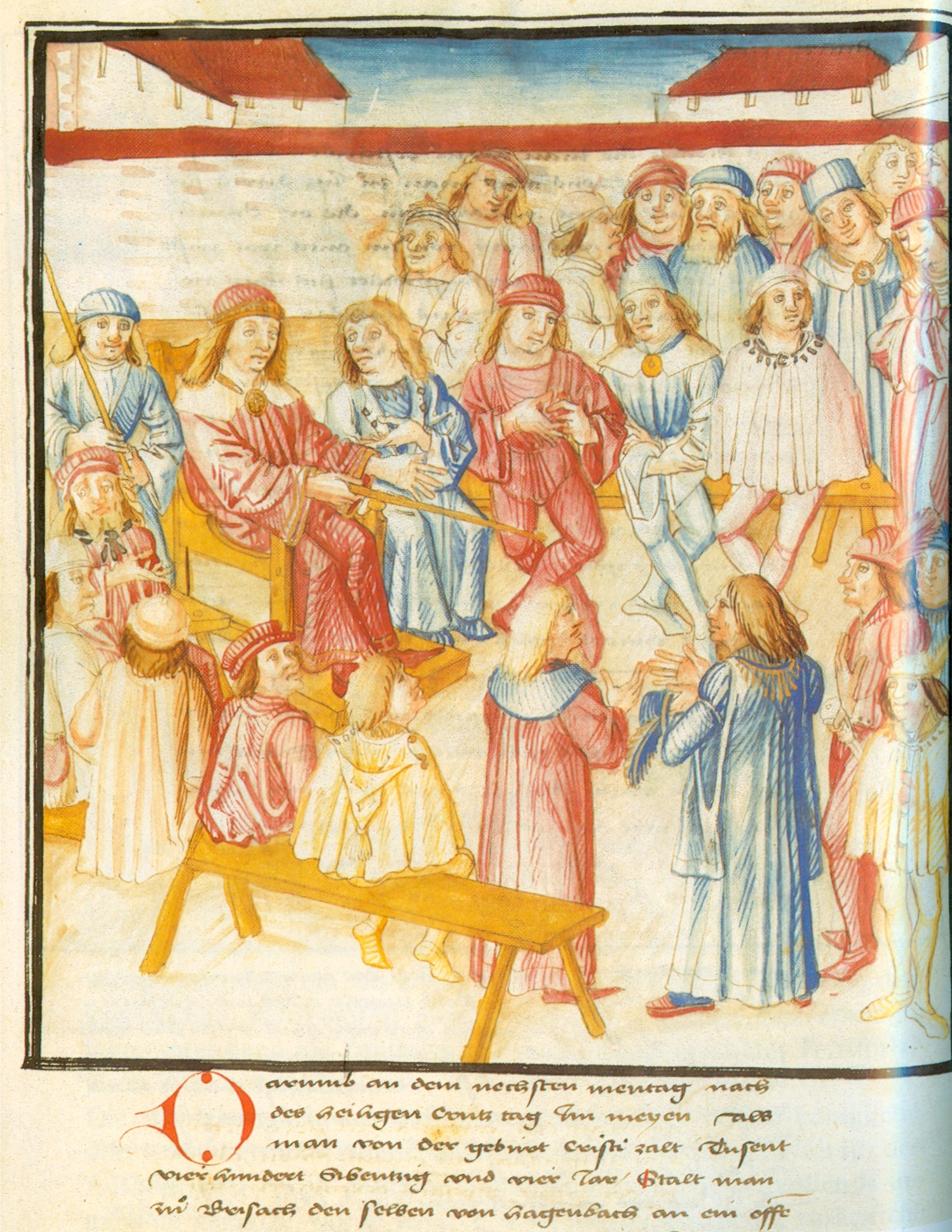
Hagenbach pere

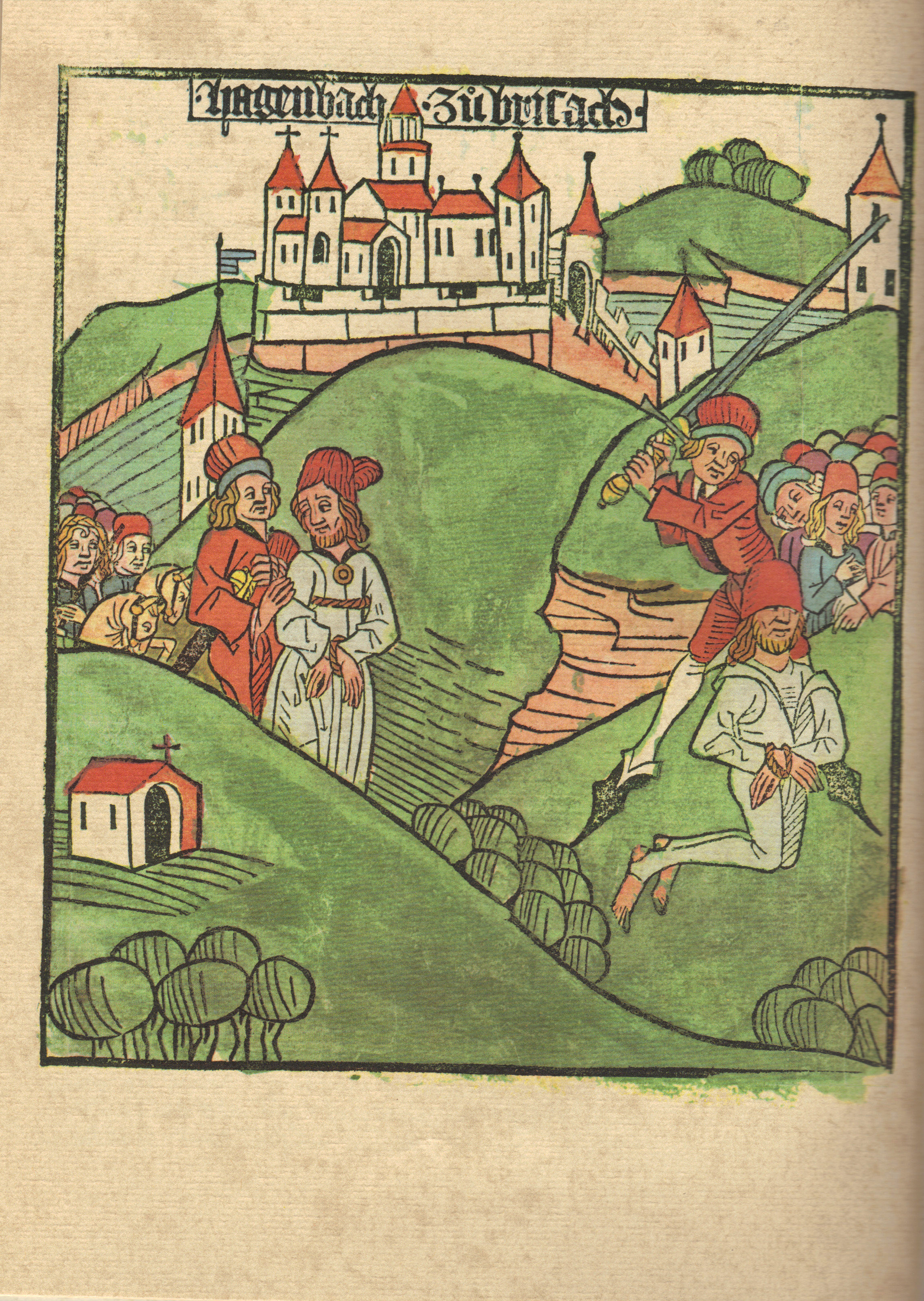
Hagenbach lefejezése

A tárgyalás 1474. május 9-én reggel nyolc órakor kezdődött meg a polgármester házában, amely előtt hatalmas tömeg gyűlt össze. A bíróság elnöke az ensisheimi Thomas Schutz lett, a vádat névlegesen az új helytartó, Hermann von Eptingen, Hagenbachot pedig a bázeli Hans Irmy képviselte. Eptigen Heinrich Iselint jelölte ki a vád gyakorlati képviseletére. Négy vádpontot fogalmaztak meg Károly helytartója ellenː a thanni követek bírósági eljárás nélküli lefejeztetése; nők, lányok, köztük apácák megerőszakolása; a breisach-i polgárok tervezett legyilkolása; a helyi jogrendszer lábbal tiprása, a polgárok kirablása, jogtalan adóztatása. Az ügyész halálbüntetést kért.
Hagenbach védője először a bíróság illetékességét kérdőjelezte meg. Úgy vélekedett, hogy egyedül Hagenbach felettese, a burgundi herceg ítélkezhet a vádlott felett. A bíróság elutasította a felvetéseket. Hagenbach kérésére két védővel kiegészítették jogi csapatát. A volt helytartó az első vádpontra azt válaszolta, hogy a thanni követek felkelésre készültek, ezért a herceg azt az utasítást adta, hogy végeztesse ki őket. A nők megerőszakolásáról azt állította, hogy azért nem ő, hanem az elkövetők a felelősek. Hozzátette, hogy ő nem erőszakolt meg senkit; fizetett a szexuális szolgáltatásokért. Hagenbach arra a vádpontra, amely szerint meg akarta gyilkoltatni Breisacher polgárait, nem válaszolt egyenesen, helyette arra helyezte a hangsúlyt, hogy a herceg akarata szerint járt el. Hasonlóan védekezett a jogtiprásait felvető vádponttal szemben is. Hans Irmry leszögezteː védencének nem állt módjában felülbírálni a Merész Károlytól kapott utasításokat.
Az elbizonytalanodó Heinrich Iselint Hildebrand Rasp váltotta az ügyészi poszton. Rasp megismételte a vádakat, hozzátéve, hogy a kínzással elért vallomásában a volt helytartó más bűnöket is elismert. A védők a kínvallatással nyert beismerés érvénytelenségét hangsúlyozták.  Rasp azzal válaszolt, hogy Hagenbachot éppen nem kínozták, amikor a vallomását megtette, és ezt szemtanúk is megerősítették. Az ügyész ezután taktikát váltott, és azt mondta, Hagenbach felségsértés követett el, amikor megrágalmazta a burgundi herceget és a német-római császárt azzal, hogy a felső-rajnai jogrend megszegésére utasították. Rasp kijelentetteː lehetetlen, hogy a két uralkodó ilyen parancsot adott volna Hagenbachnak.
A védelem ekkor azt javasolta, hogy forduljanak egyenesen Merész Károlyhoz, és kérjenek választ arra, megfelel-e a valóságnak Hagenbach vallomása. A bíróság ekkor – az írásos dokumentumok szerint először a történelem során – kimondtaː ha kapott is Hagenbach utasításokat a hercegtől a felrótt bűncselekményekre, tudnia kellett, hogy azok nyilvánvalóan jogellenesek. A bíróság visszavonult tanácskozni, majd bűnösnek nyilvánított a volt helytartót, és halálra ítélte. Hagenbachot megfosztották lovagi címétől is.
Hans Irmy fellebbezett a döntés ellen, megismételve korábbi kérését, hogy kérjenek választ a burgundi hercegről. A bíróság elutasította a felvetést, és délután négy órakor befejeződött a per. A bíróság nem határozta meg a kivégzés módját. Hagenbachra bízták a döntés, aki a lefejezést választotta. A bírók lovon, Hagenbach és az érdeklődők gyalog indultak a városon kívüli vesztőhelyre. A végrehajtó szerepére többen pályáztak, végül egy colmari hóhérra esett a választás. A volt helytartó utolsó szavaiban bocsánatot kért, és buzdította a résztvevőket, hogy imádkozzanak érte. Ezután megkötözték a kezét, röviden imádkozott, majd a bakó lecsapta a fejét.

## Következmények
A korabeli beszámolók szerint a burgundi herceg dührohamot kapott, amikor közölték vele a hírt Hagenbach haláláról, de nem rendelt el azonnali megtorlást. Augusztusban azonban már készen állt a „bűnösök” megleckéztetésére, így a burgundiai csapatok, Hagenbach fivére, Stefan vezetésével betörtek Elzász Sundgau régiójába, ahol fosztogattak, gyilkoltak és mindent felégettek maguk mögött. Ez az akció a svájci szövetség elleni háborút vetítette előre, amelynek első ütközete az 1476. március 2-án megvívott grandsoni csata volt, amelyben a herceg csapatai kis véráldozattal járó vereséget szenvedtek. Három hónappal később Károly ismét betört a svájci területre, ekkor már megsemmisítő vereséget szenvedett a murteni csatában. A háború utolsó felvonása 1477 januárjában volt, amikor a svájciak a nancyi csatában ismét elverték a hercegség seregét, és Merész Károly is elesett. Halála után a Burgundi Hercegség területét felosztották a térség hatalmai.